# Leslie Goodwins
Leslie Goodwins (17 de septiembre de 1899 – 8 de enero de 1969) fue un director y guionista cinematográfico de nacionalidad británica. 
Nacido en Londres, Inglaterra, dirigió un total aproximado de 100 filmes entre 1926 y 1967. Su cinta de 1936 Dummy Ache fue nominada al Óscar al mejor cortometraje.
Leslie Goodwins falleció en 1969 en Hollywood, California, a causa de una neumonía. Fue enterrado en el Cementerio Pierce Brothers Valhalla Memorial Park de North Hollywood, Los Ángeles.

## Selección de su filmografía
- Dummy Ache (1936), corto
- Deep South (1937), corto
- Should Wives Work? (1937), corto
- The Devil Diamond (1937)
- The Girl from Mexico (1939), y otras siete películas de la serie "Mexican Spitfire" rodadas con Lupe Vélez en 1943
- Men Against the Sky (1940)
- Let's Make Music (1941)
- Parachute Battalion (1941)
- Rookies in Burma (1943)
- The Mummy's Curse (1944)
- Vacation in Reno (1946)
- Dragnet (1947)
- The Lone Wolf in London (1947)
- Fireman Save My Child (1954)
- Paris Follies of 1956 (1955)